# Ulrique-Éléonore de Danemark
Titres
Reine consort de Suède-Finlande
6 mai 1680 – 26 juillet 1693
(13 ans, 2 mois et 20 jours)
Duchesse consort de Brême-et-Verden
6 mai 1680 – 26 juillet 1693
(13 ans, 2 mois et 20 jours)
 Ulrique-Éléonore de Danemark et de Norvège (en danois :  Ulrika Eleonora av Danmark og Norge), née le 11 septembre 1656 à Copenhague (Danemark-Norvège) et morte le 26 juillet 1693 au château de Karlberg (Suède-Finlande), fut reine de Suède et de Finlande de 1680 à 1693 en tant qu'épouse du roi Charles XI de Suède et de Finlande. 

## Biographie
Fille de Frédéric III de Danemark et de Sophie-Amélie de Brunswick-Calenberg, elle épouse le 6 mai 1680 le roi Charles XI de Suède. Le couple a sept enfants :
- Edwige-Sophie (1681-1708), qui épouse en 1698 Frédéric IV, duc de Holstein-Gottorp (1671-1702) ;
- Charles (1682-1718), roi de Suède ;
- Gustave (1683-1685) ;
- Ulrik (1684-1685) ;
- Frédéric (1685-1685) ;
- Charles-Gustave (1686-1687) ;
- Ulrique-Éléonore (1688-1741), qui épouse en 1715 Frédéric Ier, landgrave de Hesse-Cassel et roi de Suède (1676-1751). Reine de Suède en 1718, abdique en 1720 en faveur de son mari.

## Lieu d'inhumation
La reine consort Ulrique-Éléonore fut inhumée dans la crypte située sous la chapelle Caroline de l'église de Riddarholmen de Stockholm.

### Armoiries
Devenue reine consort en 1680, la reine utilisa les armoiries suivantes :
| Blason | Blasonnement : Armoiries d'alliance de Suède et de Danemark. |